# Pribilina
Pribilina (szlovákul Pribylina) község Szlovákiában, a Zsolnai kerületben, a Liptószentmiklósi járásban. A magyarországi településnevek 20. század eleji magyarítási kampánya során a középkorban már előfordult Perbenye nevet javasolták a számára, de ez nem vált hivatalossá.

## Fekvése
Liptószentmiklóstól 15 km-re keletre, a Liptói-havasokban, 765 m magasan fekszik a Racskó-patak Béla folyóba ömlésénél.

## Nevének eredete
Szlovák nyelvészek nevét a „pribyt” szóból vezetik le (pribudnúť = megszaporodni).

## Története
1286-ban „Perbenye” néven említik először. A falu eredetileg a Béla folyóhoz közelebb, a Kostolec nevű részen volt, de a gyakori áradások miatt fokozatosan áttelepült a közeli magaslatra, ahol ma is fekszik. 1332-ben a pápai tizedjegyzékben említik Szent Katalin plébániáját, birtokosa már ekkor a Pongrácz család volt. A falut a 15. században keletről jött pásztorokkal telepítették be.
1682-ben Pribilina lakói népesítették be újra az elpusztított Boldva községet. 1709-ben csata zajlott itt a császári és kuruc csapatok között. 1784-ben 103 házában 968 lakos élt.
A 18. század végén Vályi András így ír róla: „PRIBILENA. Tót falu Liptó Vármegyében, földes Ura Pongrácz Uraság, és a’ Génuai Közönséges Társaság, lakosai katolikusok leginkább, fekszik Dovallóhoz közel, mellynek filiája, földgyének 1/3 része sovány, és 1/5 része hegyes, legelője elég; 2/3 része határjának termékeny, fája tűzre, ’s épűletre elég van, keresetre is módgya, első osztálybéli.”
1828-ban 132 háza volt 1622 lakossal, akik főként állattartással foglalkoztak. 1848-ig a Pongrácz család birtokában állt. A magyar szabadságharc idején lakói közül többen részt vettek és elestek a harcokban a szlovák felkelők oldalán. Lakói az állattenyésztés mellett tutajozással, majd kőművességgel foglalkoztak. A 19. században sokan Budapest nagy építkezésein dolgoztak.
Fényes Elek 1851-ben kiadott geográfiai szótárában így ír a faluról: „Pribilina, tót falu, Liptó vmegyében, a Kárpát hegyei alatt: 65 kath., 1550 evang., 7 zsidó lak. Ev. anya, kath. filial templomok. Határa roppant, de csak zabot terem. Erdeje nagy kiterjedésü, s benne sok medve lappang; van még dészkametsző malma, és savanyuviz forrása. F. u. Pongrácz nemzetség. Ut. p. Okolicsna.”
A trianoni diktátum előtt Liptó vármegye Liptóújvári járásához tartozott.

## Népessége
| Év:            | 1994. | 2004.   | 2014.   | 2024.   |
| -------------- | ----- | ------- | ------- | ------- |
| Emberek száma: | 1336  | 1362    | 1329    | 1316    |
| Eltérés:       |       | +1,94 % | -2,42 % | -0,97 % |

| Év:            | 2023. | 2024.   |
| -------------- | ----- | ------- |
| Emberek száma: | 1325  | 1316    |
| Eltérés:       |       | -0,67 % |

1910-ben 1554, túlnyomórészt szlovák lakosa volt.
2001-ben 1350 lakosából 1093 fő szlovák volt.
2011-ben 1369 lakosából 996 fő szlovák és 270 cigány.

## Nevezetességei
- Szent Katalin temploma 1910-ben épült a régi fatemplom helyén.
- evangélikus temploma 1901–2-ben szintén egy fatemplom helyén épült.
- 1991-ben alapított falumúzeuma van, ahová a Szentmáriai-víztározó (Liptovská Mara) által elárasztott 11 falu értékeit mentették. A skanzen településszerkezete a 19. század végi liptói községekét szemlélteti, közepén vásárok tartására szolgáló terjedelmes térrel, amely jelenleg számos rendezvényeinek helyszíne. A szegényebb és módosabb gazdák korabeli lakóházai mellett helyet kapott az eredeti használati tárgyakkal és bútorokkal berendezett falusi iskola és tanítólak is. Ezenkívül ide költöztették át és építették újjá a víztározó által elárasztott párisházai gótikus-reneszánsz kastélyt; a Nagypalugyáról származó, 1858-ban fából épített nemesi kúriát; valamint a liptószentmáriai gótikus Szűz Mária templomot. A népi mesterségeket számos műhely szemlélteti. Az erdei vasút gőzmozdonyát és vasúti kocsijait a skanzen hátsó felében állították ki. A skanzen számos rendezvény színhelye: áprilisban tavaszköszöntőt, a nyár folyamán néhány alkalommal hagyományos liptói konyha napját, valamint népi mesterségek napját, augusztusban aratási ünnepséget rendeznek. Ezenkívül itt tartják meg a Szentmáriai-víztározó által elárasztott községek egykori lakosainak találkozóját is.

## Híres emberek
- Innen származott Juraj Suhanec, az első szlovák szocialista újságok szerkesztője.

## Külső hivatkozások
- Pribilina község hivatalos honlapja
- A falumúzeum ismertetője Archiválva 2008. február 28-i dátummal a Wayback Machine-ben
- A liptói falumúzeum – Pribilina
- Tourist-channel.sk
- A község a liptói régió oldalán
- Községinfó
- Pribilina Szlovákia térképén
- E-obce.sk Archiválva 2008. február 12-i dátummal a Wayback Machine-ben